# Прогресс (Новгородская область)
Прогре́сс — посёлок в Боровичском муниципальном районе Новгородской области, административный центр Прогресского сельского поселения.
Посёлок находится на Валдайской возвышенности, примыкает с севера к районному центру городу Боровичи. 

## История
Название посёлка Прогресс происходит от совхоза «Прогресс», бывшего одним из ведущих совхозов Боровичского района. Созданный к концу 1923 года, первоначально совхоз именовался «Труд». В 1930 году прошла реорганизация совхоза «Труд» в три самостоятельных хозяйства - «Новый труд», «Ударник» и «Прогресс», после чего совхоз «Прогресс» начал свое существование как самостоятельное хозяйство. Тогда же было начато строительство конторы, столовой, дома для служащих и работников, жилых бараков. В 1952 году принято решение объединить совхозы «Индустрия» и «Прогресс» в одно хозяйство, в 1954 году в состав совхоза был принят совхоз «Травково». К 1960 году территория совхоза охватывала 37 населённых пунктов.

## Население
| 2000  | 2001  | 2002  | 2003  | 2004  | 2005  | 2006  |
| ----- | ----- | ----- | ----- | ----- | ----- | ----- |
| 1752  | ↘1747 | ↗1749 | ↘1661 | ↘1645 | ↘1613 | ↗1619 |
| 2007  | 2008  | 2009  | 2010  |       |       |       |
| ↗1627 | ↘1589 | ↗1752 | ↗1883 |       |       |       |

Постоянное население посёлка на 1 января 2014 года — 2052 человека, хозяйств — 855.

## Экономика и социально значимые объекты
Дом культуры посёлка Прогресс, библиотека, отделение связи, магазин Магнит,магазин Пятёрочка, амбулатория, СПК «Прогресс», кроликоферма.